# Chalé

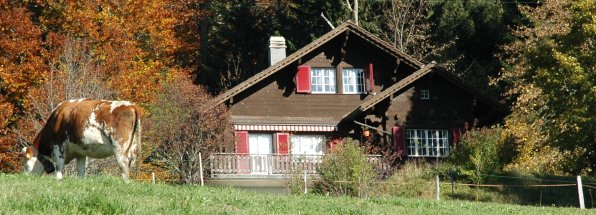
Um chalé típico nos alpes suíços

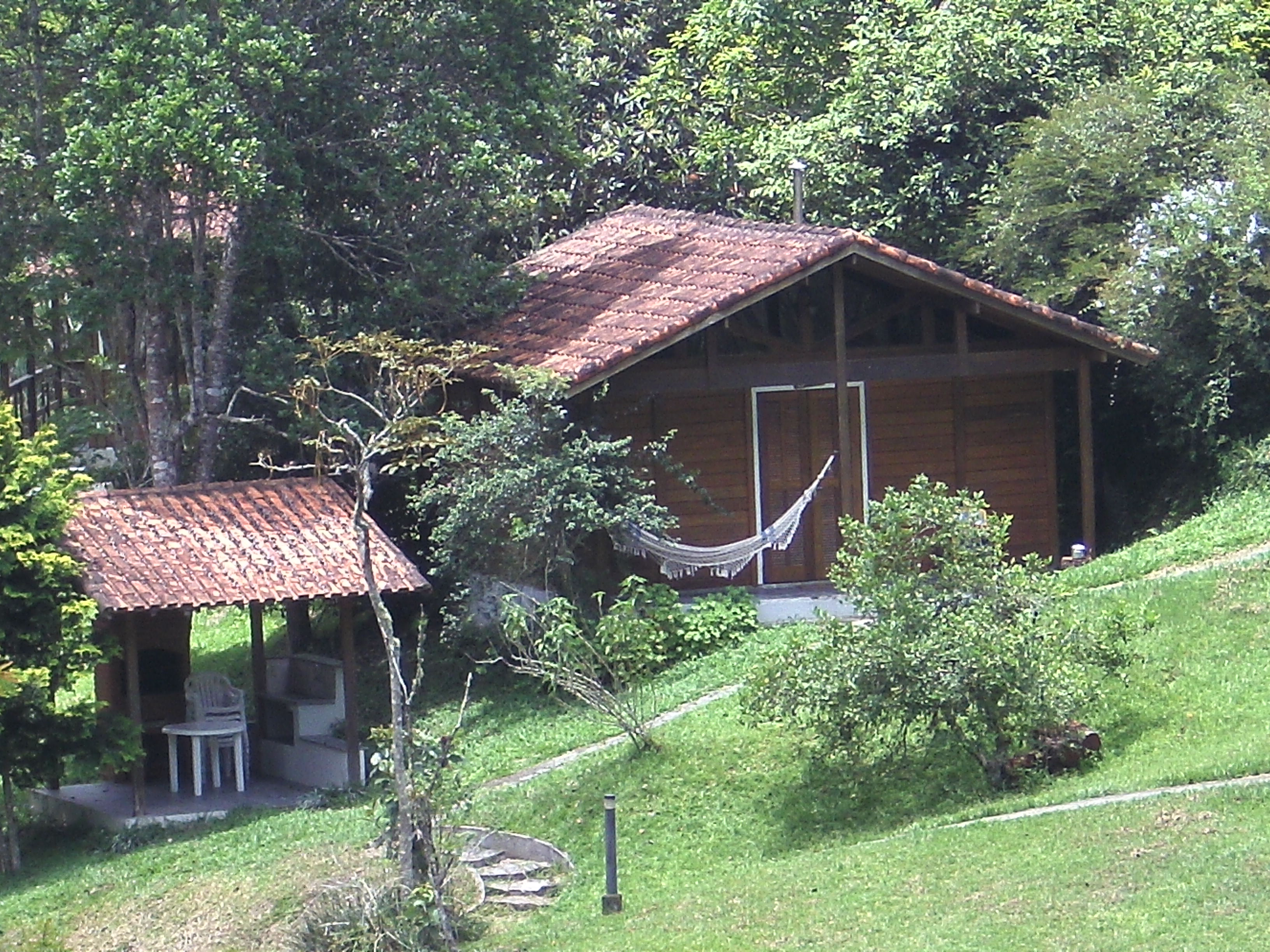
Um típico chalé de uma pousada em Juquitiba, São Paulo

Chalé (do francês chalet) é uma pequena casa de campo, feita de madeira e com telhado de duas águas de forte caimento e beirais avançados, que reproduz a típica casa da região rural da Suíça romanda (também chamada Suíça francesa) ou dos Alpes suíços.

## Brasil
Este tipo de habitação foi muito utilizado no Brasil durante a segunda metade do século XIX, já em decadência no início do século XX, principalmente na província de São Paulo. Popularizou-se em razão da facilidade de importação da madeira, principal matéria prima deste tipo de construção.
Alguns exemplares deste período, são: o "Chalé do Palácio Rio Negro"; típica residência da cidade de Petrópolis, Região Serrana Fluminense, construído por descendentes de alemães em 1884, e que na atualidade faz parte do acervo do complexo do "Museu Palácio Rio Negro", e o Museu Casa de Santos Dumont, também em Petrópolis, tipo de chalé alpino francês construído em 1918.